# Ллойд Даєр
Ллойд Даєр (англ. Lloyd Dyer, нар. 13 вересня 1982, Бірмінгем) — англійський футболіст монтсерратського походження, що грав на позиції півзахисника.

## Ігрова кар'єра

### Ранні роки
Народився 13 вересня 1982 року в місті Бірмінгем. Вихованець футбольної школи клубу «Астон Вілла» з рідного міста, втім на дорослому рівні за неї не грав і у липні 2001 року уклав перший професійний контракт з клубом «Вест Бромвіч Альбіон». Дебютував у клубі 2 жовтня 2002 в матчі Кубка ліги проти «Віган Атлетік», в якому «Вест Бром» зазнав поразки з рахунком 1:3, але ця гра стала першою і останньою для Даєра в цьому сезоні.
У вересні 2003 року він був відданий в оренду в клуб «Кіддермінстер Гаррієрс». У складі «гончих» Ллойд провів 7 матчів і відзначився одним голом, після чого повернувся до ВБА. Даєр взяв участь у поверненні «дроздів» до Прем'єр-ліги, зігравши за команду у другій половині сезону 2003/04 і влітку 2004 року продовжив контракт зі своєю командою.
Тим не менш, в наступному сезоні Ллойд знову випав з основного складу команди, і в березні 2005 року був відданий в оренду в «Ковентрі Сіті». У шести матчах за «небесно-блакитних» йому не вдалося відзначитися результативними діями, і у вересні 2005 року, Даєра знову віддали в оренду, цього разу до лондонського «Квінз Парк Рейнджерс», де провів півтора десятка матчів.
У січні 2006 року Ллойд підписав контракт з «Міллволлом», однак вже за 2 місяці він розірвав угоду з клубом за обопільною згодою з особистих причин. Оскільки до завершення сезону він не міг виступати за нову команду, в очікуванні літнього трансферного вікна Даєр тренувався з «Дербі Каунті» , втім контракт так і не був підписаний.

### «Мілтон-Кінс Донс»
У липні 2006 року Даєр підписав дворічний контракт з «Мілтон-Кінс Донс». Успішний виступ у новій команді приніс Даєру першу особисту нагороду — у жовтні 2007 року Ллойд названий гравцем місяця Другої ліги. Голова журі Кріс Камара сказав на церемонії нагородження: «Одна з сильних сторін Ллойда Даєра в його величезній енергії; він може бігати цілий день вперед і назад по лівій брівці, вишукуючи можливості для своїх нападників. У цьому місяці він лише додав до цього особисті голи». 3 листопада 2007 року Даєр отримав першу червону картку в кар'єрі в матчі проти «Вікем Вондерерз» (1:1). Перший в кар'єрі дубль Ллойд оформив у домашньому розгромі «Аккрінгтон Стенлі» з рахунком 5:0 3 грудня 2007 року, а 8 грудня вперше потрапив в «команду тижня Другої ліги». 26 квітня 2008 року, після перемоги над «Бредфорд Сіті» (2:1), в якій Ллойд відзначився голом, «МК Донс» стали чемпіонами Другої ліги. А за місяць до цього Даєр допоміг команді виграти Трофей Футбольної ліги, зігравши втому числі і у фіналі проти «Грімсбі Тауна» (2:0).

### «Лестер Сіті»

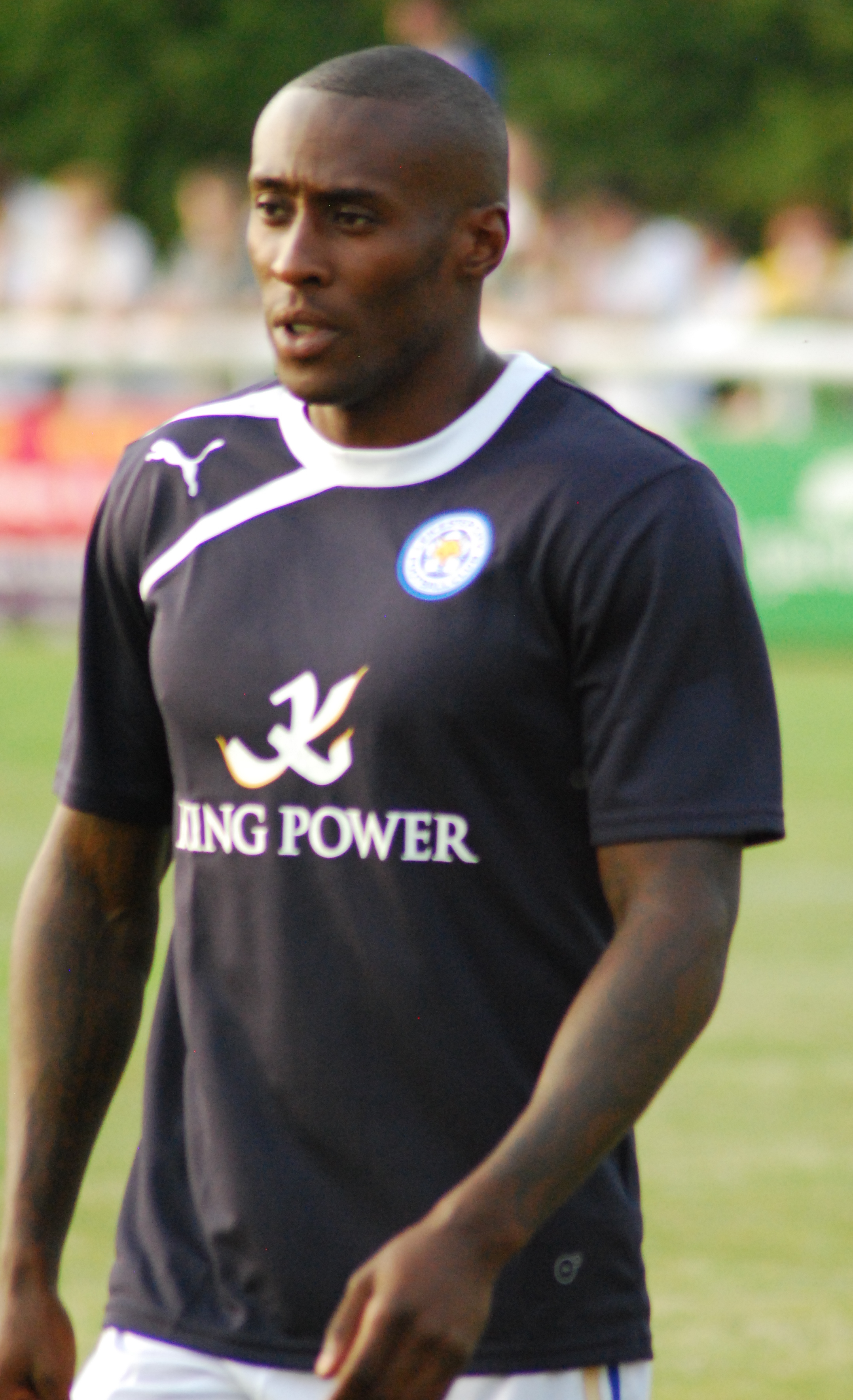
Даєр на тренуванні «Лестер Сіті». 2013 рік.

1 липня 2008 року Ллойд Даєр підписав трирічний контракт з «Лестер Сіті», перейшовши до команди Першої ліги в статусі вільного агента. Його дебют за «лис» припав на матч-відкриття сезону 2008/09, в якому нова команда Ллойда взяла гору над старою, «Мілтон-Кінс Донс», з рахунком 2:0. Даєр забив перші голи за новий клуб у матчі проти «Челтнем Тауна» 30 серпня 2008 року, відзначившись дублем . За підсумками сезону Ллойд з 10 м'ячами в активі став одним з найкращих гравців команди і допоміг їй стати переможцем Першої ліги та вийти в Чемпіоншип.
Перший гол в сезоні 2009/10 Ллойд забив у виїзному матчі проти «Мідлсбро» 29 вересня. 6 лютого 2010 року переможний гол Даєра приніс його команді першу за 73 роки перемогу над «Блекпулом» (2:1) на «Блумфілд Роуд».
23 вересня 2010 року Даєр продовжив контракт з клубом ще на 4 сезони, до червня 2014
17 листопада 2012 року Даєр був у фантастичній формі, коли «Лестер» переміг «Іпсвіч Таун» у Чемпіоншипі з рахунком 6:0 на стадіоні «Кінг Пауер» — він заробив на собі пенальті, віддав дві гольові передачі і забив сам. Помічник головного тренера, Крейг Шекспір сказав після гри, що Ллойд Даєр «показує, ймовірно, найкращий футбол у своїй кар'єрі».
27 серпня 2013 року Даєр вивів «лис» на матч Кубка ліги проти «Карлайл Юнайтед» з капітанською пов'язкою. Його команда виграла з рахунком 5:2, а сам капітан був визнаний гравцем матчу із забитим м'ячем і гольовою передачею в активі.
22 квітня 2014 року Ллойд забив єдиний м'яч у ворота «Болтон Вондерерз» (1:0), завдяки якому «Лестер Сіті» виграв Чемпіоншип та вийшов до Прем'єр-ліги.

### «Вотфорд»

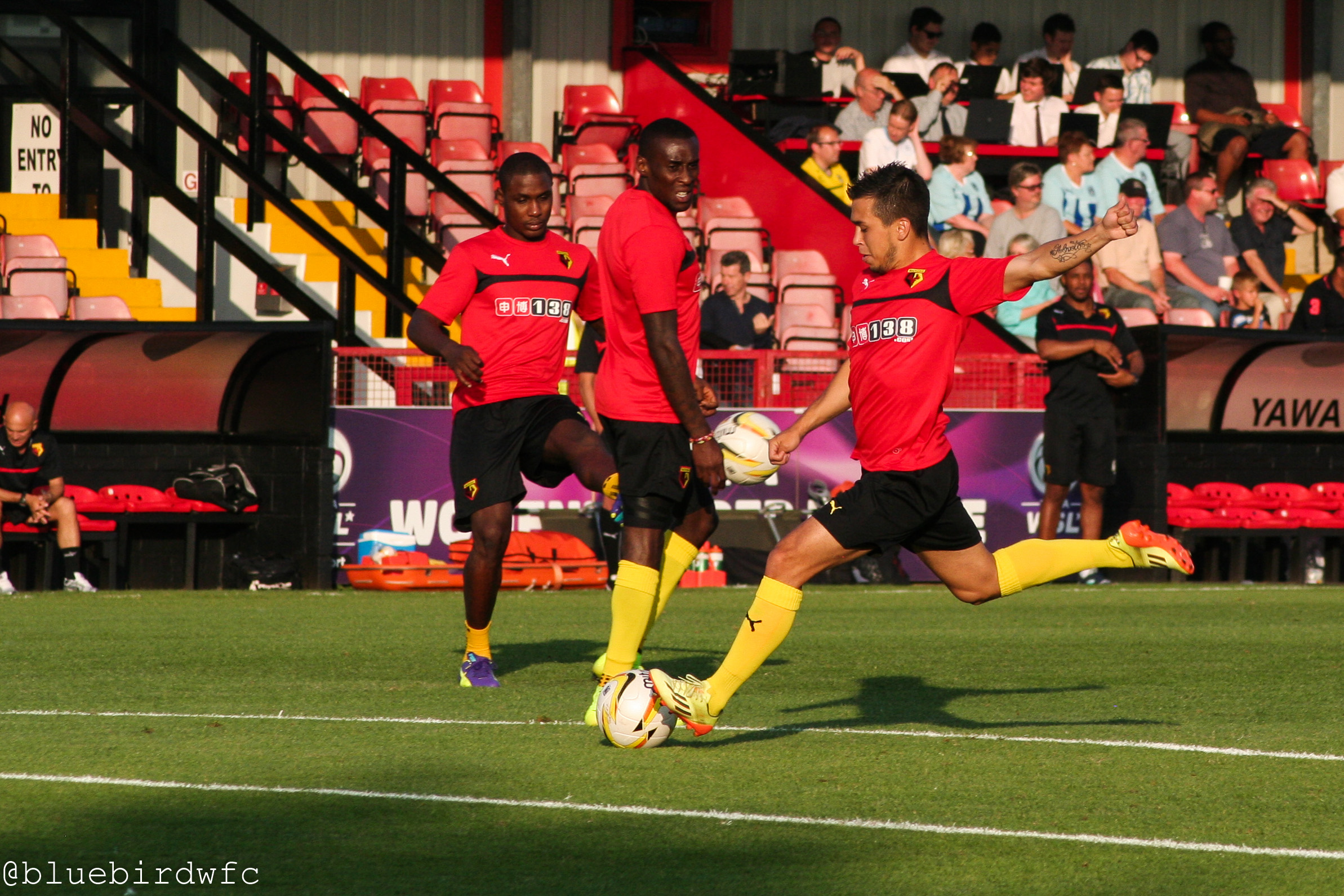
Ллойд Даєр (у центрі) на тренуванні «Вотфорда» разом із партнерами Одіоном Ігалло та Крістіаном Баттоккьйо. 2014 рік

Незважаючи на те, що йому запропонували продовжити контракт з «Лестером», 12 червня 2014 року Даєр підписав трирічний контракт з клубом Чемпіоншипу «Вотфордом». Він дебютував у новій команді 9 серпня, вийшовши на заміну замість Даніела Пуділа на 83 хвилині матчу чемпіонату з «Болтон Вондерерс» (3:0). Трьома днями пізніше Даєр відкрив рахунок забитим м'ячам за «шершнів», відзначившись голому в матчі Кубка Ліги проти «Стівеніджа», а цей м'яч залишився єдиним у тій зустрічі. 19 серпня Ллойд забив перший м'яч за клуб у чемпіонаті в ворота «Ротерем Юнайтед», і святкуючи цей гол, Даєр почав викрикувати образи на адресу головного тренера Джузеппе Санніно.
19 січня 2015 року Даєр приєднався до клубу «Бірмінгем Сіті» на правах оренди до кінця сезону. Його дебют за команду вийшов насиченим подіями: в домашньому матчі Кубка Англії проти «Вест Бромвіч Альбіон» Даєр вийшов у стартовому складі на позицію Демарая Грея і в кінці першого тайму перехопив пас на воротоаря суперників Боаза Майгілла, віддавши гольову передачу на Джонатана Граундса. У другій половині зустрічі Даєр зіткнувся з Майгіллом, внаслідок чого останній пошкодив палець і був замінений. Перший гол за «Бірмінгем» Ллойд забив в останньому домашньому матчі сезону у ворота «Чарльтон Атлетік», принісши своїй команді перемогу з мінімальним результатом і загалом зіграв за клуб 19 ігор в усіх турнірах і забив 1 гол
Повернувшись з оренди до «Вотфорда» Даєр не зіграв жодної хвилини і 2 лютого 2016 року в прес-службі клубу заявили, що Ллойд Даєр звільнений від зобов'язань за контрактом.

### Завершення кар'єри
15 лютого 2016 року Даєр перейшов у «Бернлі», підписавши контракт з командою до кінця сезону, але зіграв за команду лише три у Чемпіоншипі.
25 липня 2016 року Даєр підписав контракт на один рік з командою «Бертон Альбіон», що тільки піднялася до Чемпіоншипу . Дебютував за «пивоварів» Даєр в першому ж матчі проти клубу «Ноттінгем Форест», де забив другий м'яч з трьох голів своєї команди, проте «Бертон» програв з рахунком 3:4. Загалом він зіграв у 42 іграх чемпіонату і допоміг команді зберегти прописку у другому дивізіоні. Наприкінці сезону він підписав з клубом новий однорічний контракт. Втім за підсумками сезону 2017/18 років клуб посів передостаннє 23 місце і вилетів до Першої ліги, незважаючи на це «Альбіон» запропонував Даєру новий контракт, але у липні футболіст вирішив покинути клуб.
24 вересня 2018 року Даєр підписав короткостроковий контракт з клубом Чемпіоншипу «Болтон Вондерерз», і дебютував за команду 6 жовтня 2018 року в грі проти «Блекберн Роверз» (0:1), вийшовши на заміну замість Крейга Нуна в другому таймі. Втім закріпитись у команді Даєр не зумів, зігравши за сезон лише 7 ігор.
25 вересня 2019 року Даєр повернувся в «Бертон Альбіон», підписавши короткострокову угоду і дебютував пізніше того ж дня, вийшовши на заміну в грі Кубка Англії з «Борнмутом» (2:0). Загалом до кінця року він зіграв за клуб 9 ігор в усіх турнірах, після чого завершив ігрову кар'єру.

## Статистика виступів

### Статистика клубних виступів

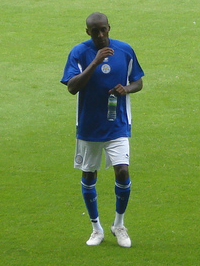
Ллойд Даєр під час виступів за «Лестер Сіті». 2010 рік.

| Клуб                            | Сезон   | Чемпіонат       | Чемпіонат | Чемпіонат | Кубок Англії | Кубок Англії | Кубок ліги | Кубок ліги | Інше | Інше  | Всього | Всього |
| Клуб                            | Сезон   | Дивізіон        | Ігор      | Голів     | Ігор         | Голів        | Ігор       | Голів      | Ігор | Голів | Ігор   | Голів  |
| ------------------------------- | ------- | --------------- | --------- | --------- | ------------ | ------------ | ---------- | ---------- | ---- | ----- | ------ | ------ |
| Вест-Бромвіч Альбіон            | 2002–03 | Прем'єр-ліга    | 0         | 0         | 0            | 0            | 1          | 0          | —    | —     | 1      | 0      |
| Вест-Бромвіч Альбіон            | 2003–04 | Перший дивізіон | 17        | 2         | 1            | 0            | 0          | 0          | —    | —     | 18     | 2      |
| Вест-Бромвіч Альбіон            | 2004–05 | Прем'єр-ліга    | 4         | 0         | 0            | 0            | 1          | 0          | —    | —     | 5      | 0      |
| Вест-Бромвіч Альбіон            | 2005–06 | Прем'єр-ліга    | 0         | 0         | 1            | 0            | 0          | 0          | —    | —     | 1      | 0      |
| Вест-Бромвіч Альбіон            | Всього  | Всього          | 21        | 2         | 2            | 0            | 2          | 0          | —    | —     | 25     | 2      |
| Кіддермінстер Гарріерз (оренда) | 2003–04 | Третій дивізіон | 7         | 1         | —            | —            | —          | —          | —    | —     | 7      | 1      |
| Ковентрі Сіті (оренда)          | 2004–05 | Чемпіоншип      | 6         | 0         | —            | —            | —          | —          | —    | —     | 6      | 0      |
| Квінз Парк Рейнджерс (оренда)   | 2005–06 | Чемпіоншип      | 15        | 0         | —            | —            | —          | —          | —    | —     | 15     | 0      |
| Міллволл                        | 2005–06 | Чемпіоншип      | 6         | 0         | —            | —            | —          | —          | —    | —     | 6      | 0      |
| Мілтон-Кінз Донз                | 2006–07 | Друга ліга      | 41        | 5         | 2            | 0            | 2          | 0          | 2    | 0     | 47     | 5      |
| Мілтон-Кінз Донз                | 2007–08 | Друга ліга      | 45        | 11        | 0            | 0            | 2          | 0          | 3    | 0     | 50     | 11     |
| Мілтон-Кінз Донз                | Всього  | Всього          | 86        | 16        | 2            | 0            | 4          | 0          | 5    | 0     | 97     | 16     |
| Лестер Сіті                     | 2008–09 | Перша ліга      | 44        | 10        | 3            | 1            | 1          | 0          | 3    | 0     | 51     | 11     |
| Лестер Сіті                     | 2009–10 | Чемпіоншип      | 33        | 3         | 1            | 0            | 1          | 0          | 2    | 0     | 37     | 3      |
| Лестер Сіті                     | 2010–11 | Чемпіоншип      | 35        | 3         | 2            | 1            | 2          | 1          | —    | —     | 39     | 5      |
| Лестер Сіті                     | 2011–12 | Чемпіоншип      | 36        | 4         | 5            | 0            | 3          | 2          | —    | —     | 44     | 6      |
| Лестер Сіті                     | 2012–13 | Чемпіоншип      | 42        | 3         | 3            | 0            | 1          | 1          | 2    | 0     | 48     | 4      |
| Лестер Сіті                     | 2013–14 | Чемпіоншип      | 40        | 7         | 1            | 0            | 5          | 3          | —    | —     | 46     | 10     |
| Лестер Сіті                     | Всього  | Всього          | 230       | 30        | 15           | 2            | 13         | 7          | 7    | 0     | 265    | 39     |
| Вотфорд                         | 2014–15 | Чемпіоншип      | 14        | 1         | 0            | 0            | 2          | 2          | —    | —     | 16     | 3      |
| Вотфорд                         | 2015–16 | Прем'єр-ліга    | 0         | 0         | 0            | 0            | 0          | 0          | —    | —     | 0      | 0      |
| Вотфорд                         | Всього  | Всього          | 14        | 1         | 0            | 0            | 2          | 2          | —    | —     | 16     | 3      |
| Бірмінгем Сіті (оренда)         | 2014–15 | Чемпіоншип      | 18        | 1         | 1            | 0            | —          | —          | —    | —     | 19     | 1      |
| Burnley                         | 2015–16 | Чемпіоншип      | 3         | 0         | —            | —            | —          | —          | —    | —     | 3      | 0      |
| Бертон Альбіон                  | 2016–17 | Чемпіоншип      | 42        | 7         | 1            | 0            | 1          | 0          | —    | —     | 44     | 7      |
| Бертон Альбіон                  | 2017–18 | Чемпіоншип      | 38        | 7         | 1            | 0            | 1          | 1          | —    | —     | 40     | 8      |
| Бертон Альбіон                  | Всього  | Всього          | 80        | 14        | 2            | 0            | 2          | 1          | —    | —     | 84     | 15     |
| Болтон Вондерерз                | 2018–19 | Чемпіоншип      | 7         | 0         | 0            | 0            | —          | —          | —    | —     | 7      | 0      |
| Бертон Альбіон                  | 2019–20 | Перша ліга      | 5         | 0         | 1            | 0            | 2          | 0          | 1    | 0     | 9      | 0      |
| Загалом                         | Загалом | Загалом         | 498       | 65        | 23           | 2            | 25         | 10         | 13   | 0     | 559    | 77     |

1. 1 2 3  Плей-оф за підвищення
2. 1 2 3  Трофей Футбольної ліги

## Титули і досягнення
- Переможець Чемпіонату Футбольної ліги (2):

«Лестер Сіті»: 2013/14
«Бернлі»: 2015/16
- Переможець Першої ліги (1):

«Лестер Сіті»: 2008/09
- Переможець Другої ліги (1):

«Мілтон-Кінз Донз»: 2007/08
- Володар Трофею Футбольної ліги (1):

«Мілтон-Кінз Донз»: 2007/08

### Індивідуальні
- Гравець місяця Другої ліги: жовтень 2007[11]
- У символічній збірній Другої ліги: 2007/08

## Особисте життя
Його брат, Вейн Даєр, також був футболістом. Грав зокрема за збірну Монтсеррату.